# Les Épîtres familières et invectives
Les Épîtres familières et invectives est un recueil d'épîtres d'Hélisenne de Crenne publié en 1539. On considère généralement cette œuvre comme le premier recueil d'épîtres en prose rédigé en langue française.

## Historique
À la suite de son roman Les Angoysses douloureuses qui procedent d'amours, Hélisenne de Crenne publie deux ouvrages, à savoir Les Épitres et Le Songe qui viennent comme compléter ce roman, sous la forme d'un prolongement réflexif et dialogique en rapport à la matière amoureuse des Angoisses.
Le recueil se subdivise en deux parties, la première est formée de treize lettres dites familières, puis de cinq lettres dites invectives, d'où le titre de l'ouvrage. Les treize premières lettres s'inscrivent dans une tradition cicéronienne, où Hélisenne s'adresse à des proches et des parents. Quant aux cinq lettres invectives, elles s'inscrivent dans un tout autre registre, de polémique et d'affrontement vis-à-vis du mari d'Hélisenne. Ces épîtres visent à la défendre d'un amour impudique portée contre elle par le mari.
Cette seconde partie en vient à faire l'apologie du sexe féminin, en particulier dans le domaine du savoir et des Lettres.

## Éditions modernes
Hélisenne de Crenne (préf. Jerry C. Nash), Les Épîtres familières et invectives, Paris, Éditions Honoré Champion, 3 mai 2000 (ISBN 2852035707)
Hélisenne de Crenne (préf. Jean-Philippe Beaulieu), Les Épitres familières et invectives ; Le Songe, Saint-Étienne, Publications de l'Université de Saint-Étienne, 21 novembre 2008, 192 p. (ISBN 978-2-86272-489-8)
Hélisenne de Crenne (préf. Jerry C. Nash), Les Épitres familières et invectives, Paris, Éditions Classiques Garnier, 2 septembre 2022, 232 p. (ISBN 978-2-406-14124-2)